# Faktur in der Kunst
Die Faktur (von lateinisch factūra: das Machen, die Bearbeitung, Bauart, Schöpfung, englisch/französisch: facture) beschreibt die individuelle Machart, die unverwechselbare Arbeitsspur, die Kunstschaffende absichtsvoll und mit typischen Malfarben und Werkzeugen an der Oberfläche herbeigeführt haben. Das ist insbesondere der charakteristische Pinselduktus. Gelegentlich bezeichnet der Begriff Struktur den gesamten inneren und äußeren Aufbau eines Kunstwerks, das heißt auch die Textur (Oberflächenstruktur) und die Faktur (individuelle Arbeitsspuren).

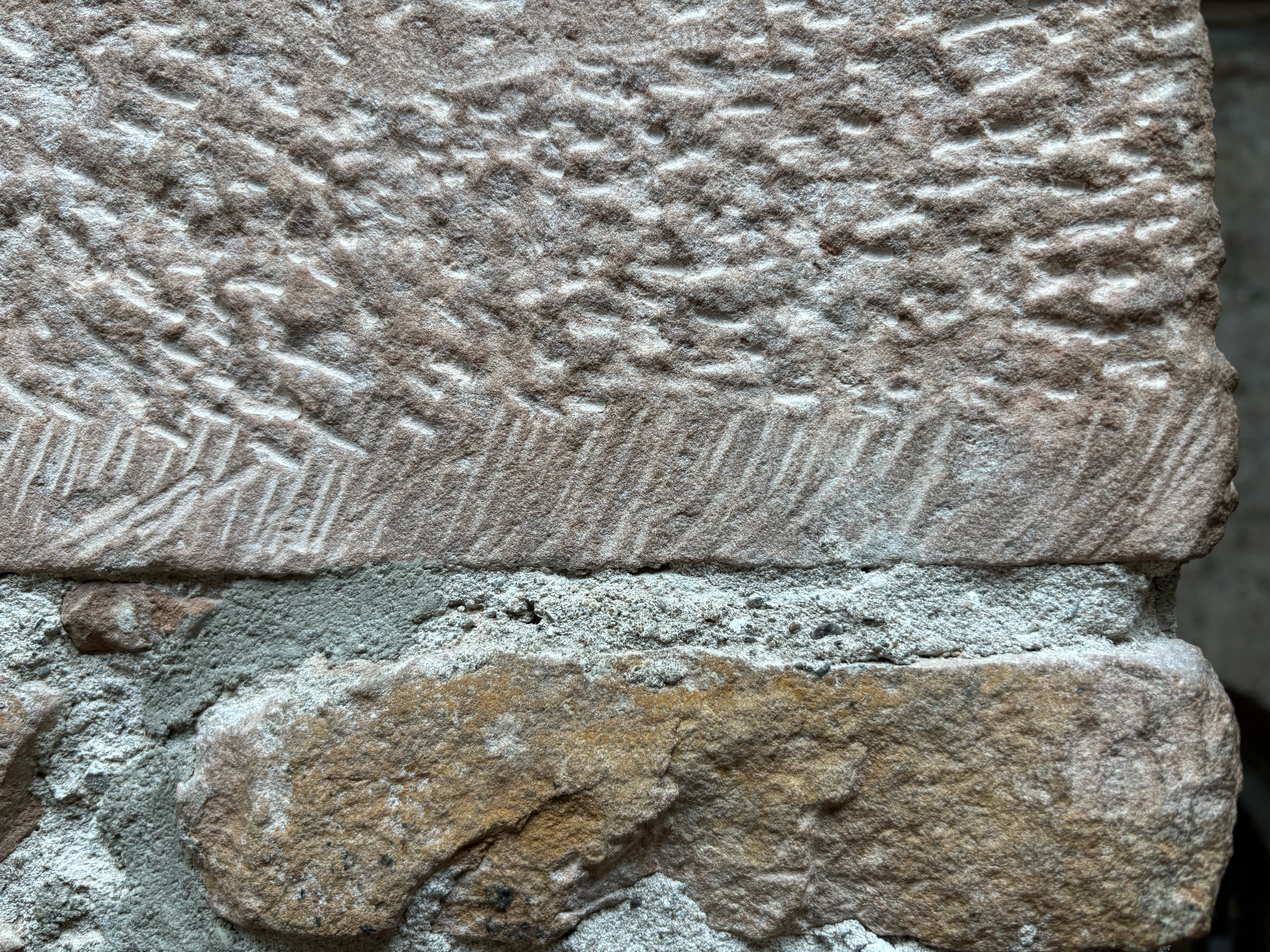
Der obere Stein weist deutliche Bearbeitungsspuren, d. h. eine Faktur auf. Der untere Stein ist unbearbeitet und zeigt eine körnige, unregelmäßige Textur.
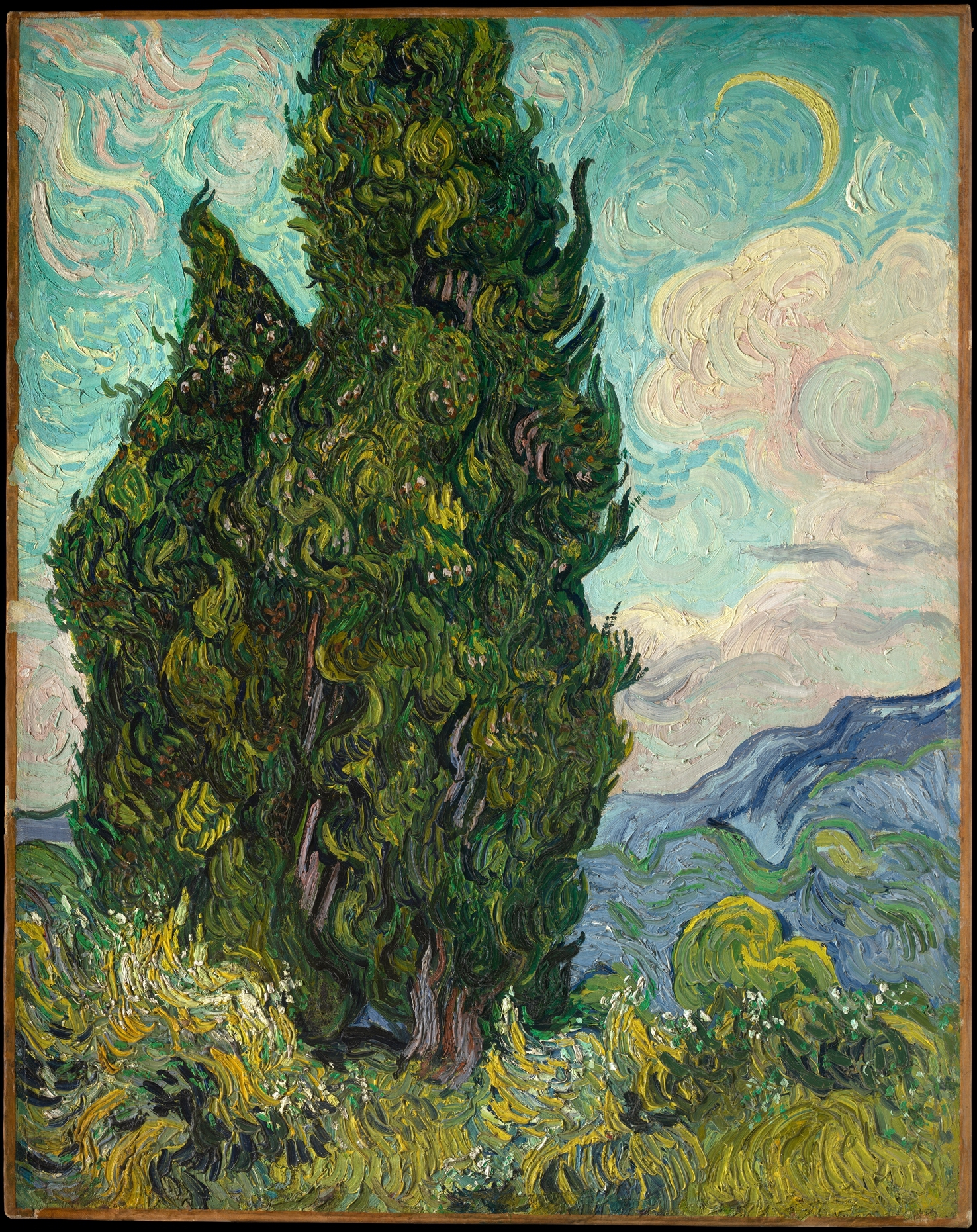
Das Gemälde zeigt eine charakteristische Faktur. Die Farbe ist pastos und in kleinen Strichen nebeneinander in Bögen, Wellenlinien, Spiralen und Kreisen aufgetragen. Vincent van Gogh: Zypressen, 1889.
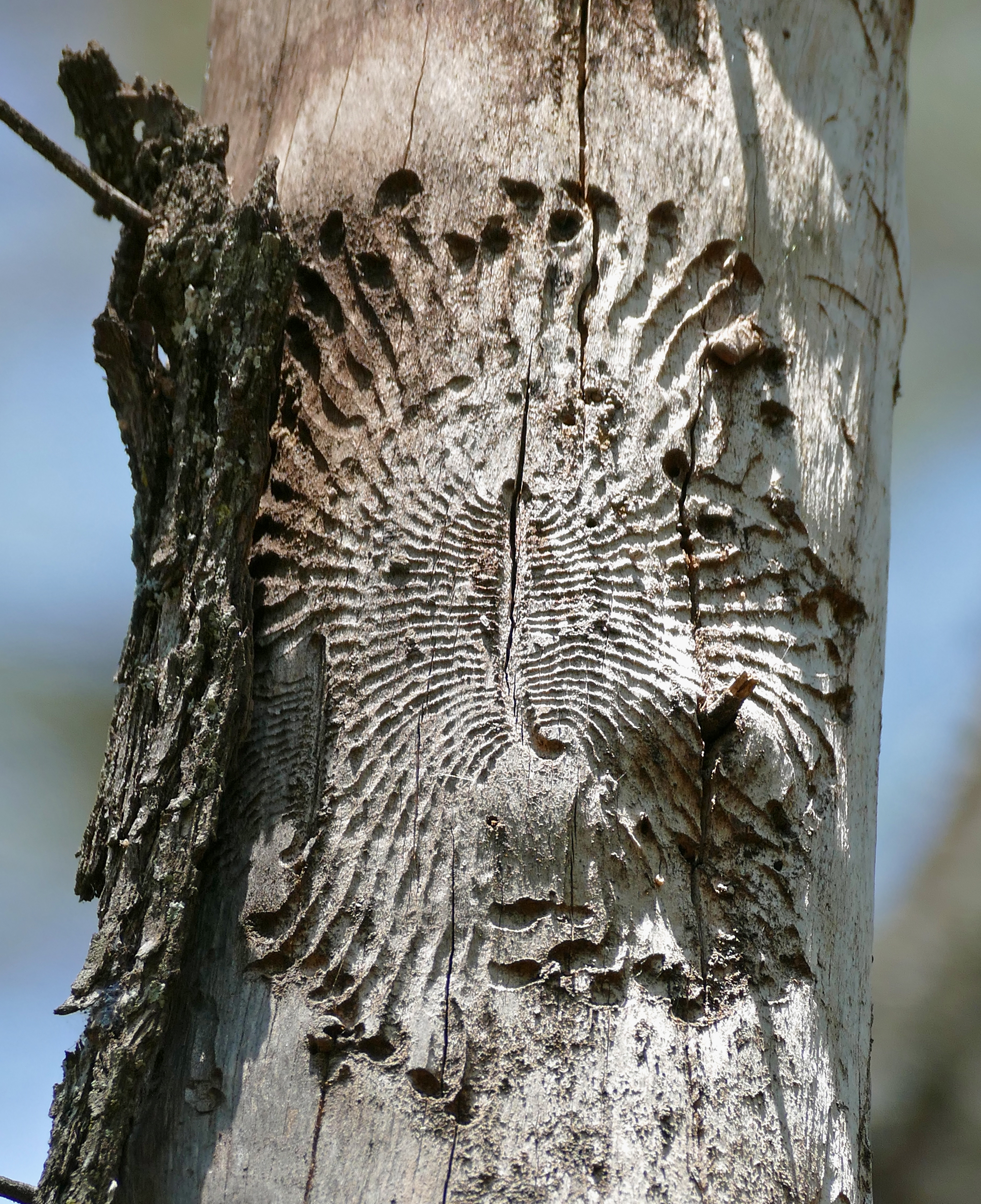
Die Faktur ist entstanden, indem „Buchdrucker“-Larven (Borkenkäfer-Larven) Gänge (Larvengalerien) in das Holz gefressen haben.
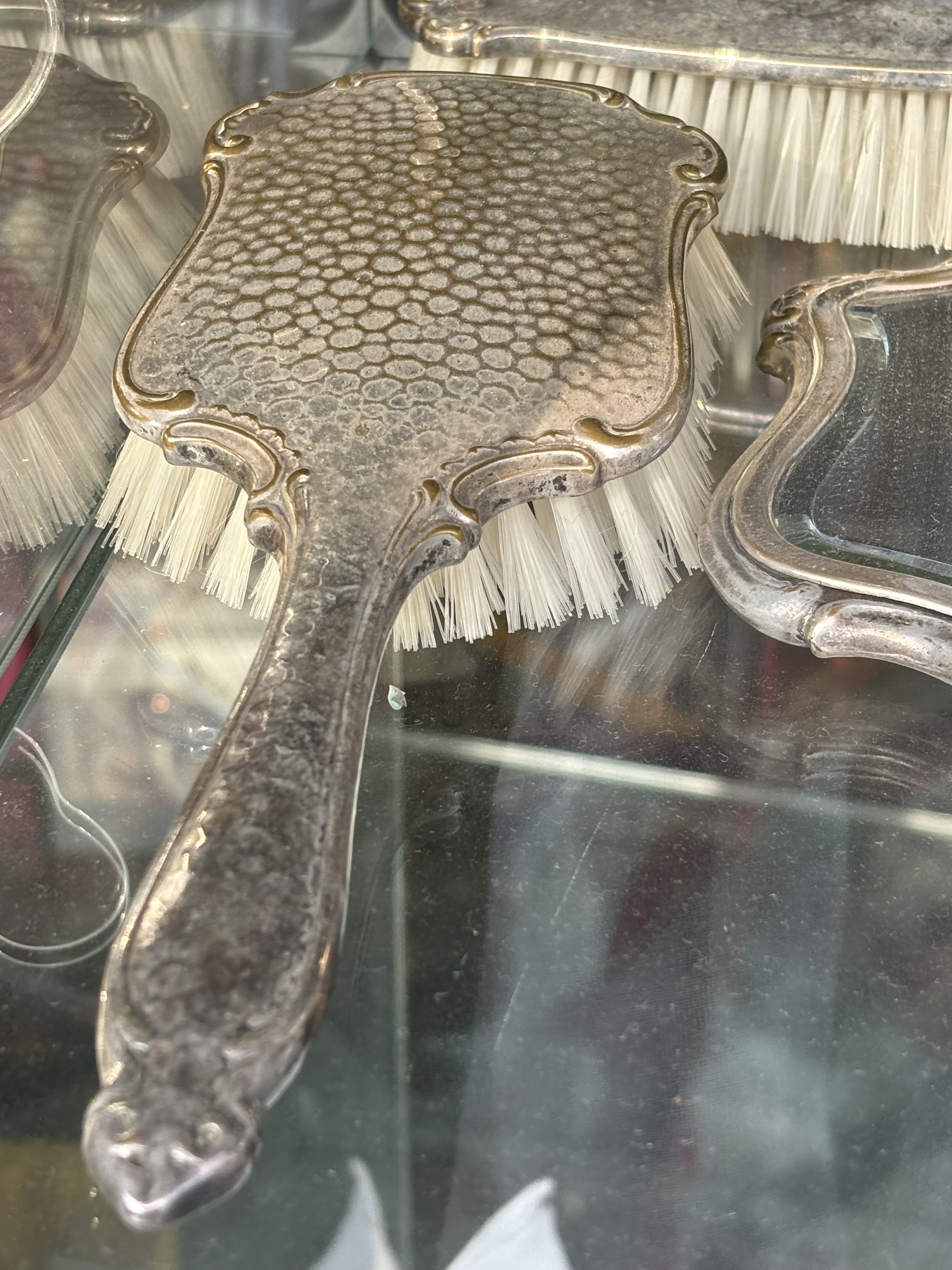
Historische Haarbürste. Faktur einer punzierten Metalloberfläche